# Benjamin Lamarche
Pour les articles homonymes, voir Lamarche.
Benjamin Lamarche, né le 1er juin 1961 à Bures-sur-Yvette, est un danseur français de danse contemporaine, principalement connu pour ses collaborations avec le chorégraphe Claude Brumachon dont il est le principal interprète et collaborateur depuis 1981.

## Biographie

### Formation et débuts
Benjamin Lamarche grandit à Bures-sur-Yvette et commence la danse à 17 ans, après avoir pratiqué des activités de haute-montagne et de gymnastique. Après un premier cours de danse contemporaine avec Claire Rousier, il suit de multiples cours à Paris, sans jamais appartenir à une école particulière.
Il travaille ainsi avec Karine Saporta de 1982 à 1984 (Escale et Hypnotic Circus). En 1984-85 il danse avec Philippe Découflé (Tranche de cake) et Daniel Larrieu (Romance en stuc). C’est à l’occasion de Tranche de cake qu’il est qualifié d’« Archange de la Danse New Wave »[réf. nécessaire]. En 1988, avec Janine Charrat, il remonte un ballet de 1948, Adam miroir, avec Vladimir Dérevianko.

### La compagnie Brumachon-Lamarche
En 1981, il rencontre le chorégraphe Claude Brumachon. Ils débutent alors une recherche chorégraphique et gestuelle commune et originale, d'abord marquée par les oiseaux. Benjamin Lamarche est en effet ornithologue amateur, et les premières chorégraphies portent cette marque (Niverolles duo du col, Oc le narquois et Orianne l'effraie, Atterrissage de corneilles sur l'autoroute du sud - primé au concours de Bagnolet...). Ces premières pièces sont créées sous la direction de Claude Brumachon.
Ils fondent alors leur première compagnie commune, nommée Les Rixes, en 1984. Avec Texane (primé au concours de Bagnolet), puis Le Piédestal des vierges, ils développent un style reconnaissable dans lequel les corps se heurtent et se choquent. Le style induira des avis tranchés. Dès lors pratiquement l'ensemble des chorégraphies de Claude Brumachon ont été créées en collaboration avec Benjamin Lamarche.
Parmi les pièces qui obtiennent un clair succès se trouvent Folie en 1989, Icare en 1996, solo de Benjamin Lamarche présenté au  Festival d’Avignon, qu’il transmettra à Vincent Blanc une quinzaine d’années plus tard.
En 1992, Claude Brumachon crée le Centre chorégraphique national de Nantes. Benjamin Lamarche en est le premier danseur, puis le codirecteur à partir de 1996.
Ensemble, ils développent de nombreuses collaborations avec des compagnies de par le monde, comme au Nigeria (pour Les Larmes des Dieux), au Chili avec la compagnie Compañía Movimiento (pour Los Ruegos), à Prague et Bolzano (pour Le Témoin), à Naples avec la compagnie RED de  Bruno Valentino Perillo (pour Adrénaline).
Au 1er janvier 2016, avec Claude Brumachon ils achèvement 25 ans de création et de direction au Centre Chorégraphique national de Nantes, et continuent avec la Compagnie Sous la peau.
Il a été par ailleurs plusieurs années président du syndicat de Chorégraphes associés.

### Activité d'écriture
Parallèlement à la danse, et en lien avec la chorégraphie à laquelle il contribue, Benjamin Lamarche commence un travail d’écriture. D’abord autour de Carnet de Bar (2000) issu de la création Hôtel central. L’ambiance est celle des rencontres, des atmosphères. C’est un premier lien entre la danse et l’écriture pour Benjamin Lamarche. Suit en 2002, Humains dites-vous ! Les lettres, à nouveau étroitement lié à la création de la pièce homonyme. Humains porte en lui les guerres de religion du XVIe siècle. En 2007, il écrit Le Prince de verre, que l’on peut qualifier de conte initiatique, le prince Samien, fragile aux yeux de tous, guidé par Tomalolisse, son compagnon, va découvrir le monde, les matières et l’origine du verre à Murano. Dans le sens inverse des textes précédents, l’écriture précède la création au théâtre de Chaillot.

## Principales chorégraphies
- 2015 : Fragments d'Olympe
- 2014 : Les exilés et Fulgurance du vivant
- 2013 : D'indicibles violences
- 2012 : Ashbury St, Absalon l'Insurgé, et La Traversée
- 2011 : Opulences tragiques
- 2010 : Le Prince de verre
- 2009 : La Désobéissance
- 2007 : Histoire d'Argan le visionnaire, Silence et Phobos
- 2006 : Ellipse
- 2005 : La Mélancolie des profondeurs
- 2004 : Le Festin
- 2003 : Écorchés vifs et Boxeurs et vagabondes
- 2002 : Le Témoin
- 2001 : Les Coquelicots sauvages et Rebelles
- 2000 : Les Chemins oubliés et Hôtel central
- 1998 : Humains dites-vous !
- 1997 : Bohèmes (femme) et Une aventure extraordinaire
- 1996 : Icare
- 1995 : Les Avalanches
- 1994 : Bohèmes (homme)
- 1992 : Les Indomptés
- 1991 : Fauves
- 1989 : Folie
- 1988 : Texane et Le Piédestal des vierges

## Ouvrages
- 2000 : Carnet de Bar, éditions du Ver Luisant.
- 2002 : Humains dites vous!, éditions Joca Seria.
- 2007 : Le Prince de verre, éditions Bénévent.
- 2015 : 25 ans de danse à Nantes au Centre chorégraphique national, éditions Joca Seria/Centre chorégraphique national de Nantes (avec Claude Brumachon).

## Décorations
- Officier de l'Ordre des Arts et des Lettres (2016, chevalier en 2004)[8].